# USS Boston (CA-69)
O USS Boston foi um cruzador operado pela Marinha dos Estados Unidos. Sua construção começou em junho de 1941 nos estaleiros da Bethlehem Shipbuilding em Quincy e foi lançado ao mar em agosto de 1942, sendo comissionado na frota norte-americana em junho do ano seguinte. Ele foi inicialmente construído como o segundo cruzador pesado da Classe Baltimore e armado com uma variedade de canhões, mas posteriormente foi convertido no primeiro cruzador de mísseis guiados da Classe Boston equipado com os novos lançadores de mísseis RIM-2 Terrier.
O Boston entrou em serviço no meio da Segunda Guerra Mundial e foi imediatamente colocado para atuar na Guerra do Pacífico. Ele participou de diversas operações das Campanhas das Ilhas Gilbert e Marshall, Ilhas Marianas e Palau e Filipinas, incluindo as Batalhas de Kwajalein, Saipan, Guam, Mar das Filipinas e Golfo de Leyte. Ao final da guerra chegou a participar de bombardeios litorâneos do arquipélago japonês. O cruzador voltou para casa no início de 1946 depois do fim da guerra e foi descomissionado em outubro, permanecendo inativado na Frota de Reserva.
A partir de 1952 o Boston foi reconstruído como um cruzador de mísseis guiados, sendo recomissionado ao final do processo em novembro de 1955. Ele passou a década seguinte ocupando-se principalmente de treinamentos e exercícios de rotina, atuando frequentemente no Mar Mediterrâneo. Em 1967 voltou ao Oceano Pacífico e pelos dois anos seguintes participou de várias operações durante a Guerra do Vietnã. Ele deveria passar por modernizações, mas isto não ocorreu e foi descomissionado em maio de 1970, sendo desmontado entre 1975 e 1976.